# 紅帶麗眼鯛
紅帶麗眼鯛為輻鰭魚綱鱸形目鱸亞目鯛科的其中一種，分布於西印度洋區，從莫三比克至南非Algoa灣海域，棲息深度20-100公尺，體長可達100公分，棲息在沿海海域，單獨或成小群活動，屬肉食性，以貝類、甲殼類等為食，可做為食用魚。